# Eburodacrys biffipradorum
Eburodacrys biffipradorum es una especie de escarabajo longicornio del género Eburodacrys, tribu Eburiini, subfamilia Cerambycinae. Fue descrita científicamente por Martins & Galileo en 2012.

## Descripción
Mide 14,4 milímetros de longitud.

## Distribución
Se distribuye por Brasil.